# باشگاه فوتبال میسان
باشگاه فوتبال میسان (به عربی: نادي ميسان) یک باشگاه فوتبال عراقی در استان میسان می‌باشد.